# Ivone Silva

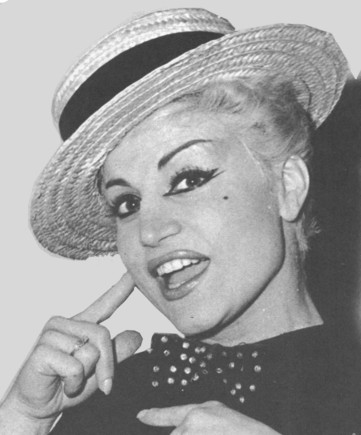
Ivone Silva

Ivone Silva (* 24. April 1935 in Paio Mendes, Ferreira do Zêzere; † 20. November 1987 in Lissabon; eigentlich Maria Ivone da Silva Nunes Viana) war eine portugiesische Schauspielerin. 
Silva wurde als Tochter des Schauspielers José António da Silva und seiner Ehefrau Ermelinda Nunes geboren. Als Schauspielerin wurde sie insbesondere als Komödiantin im Fernsehen und in Revuen bekannt. Ihre Karriere war eng mit der des Komödianten Camilo de Oliveira verbunden. Bekannt wurde das Duo insbesondere durch ihre Rollen als die beiden Alkoholiker Agostinho und Agostinha in der Fernsehserie Sabadabadu.
Drei Monate nach ihrem Tod ehrte die Stadt Lissabon ihr künstlerisches Schaffen durch Benennung einer Straße.